# (4284) Kaho
(4284) Kaho ist ein Hauptgürtelasteroid, der am 16. März 1988 von Seiji Ueda und Hiroshi Kaneda vom Observatorium in Kushiro-shi aus entdeckt wurde.
Der Asteroid wurde nach dem japanischen Astronomen  Sigeru Kaho (1909–1981) benannt.